# Исмиев, Шахбала Джагангир оглы
Шахбала Джагангир оглы Исмиев (азерб. Şahbala Cahangir oğlu İsmiyev; 1877, Нариманкенд, Бакинская губерния — 1974, там же) — советский азербайджанский чабан, зерновод; Герой Социалистического Труда (1951).

## Биография
Родился в 1877 году в селе Нариманкенд Шемахинского уезда Бакинской губернии (ныне Гобустанский район Азербайджана).
Начала трудовую деятельность животноводом до революции в селе Дерекенд. С 1935 года чабан и звеньевой в колхозе имени Тельмана Маразинского (позже Шемахинского) района.
В 1947 году достиг высоких результатов в области зерноводства.
Указом Президиума Верховного Совета СССР от 10 марта 1948 года за получение высоких урожаев зерна Исмиеву Шахбале Джагангир оглы присвоено звание Героя Социалистического Труда с вручением ордена Ленина и золотой медали «Серп и Молот».
C 1968 года на всесоюзной пенсии.